# Hugo Richard Paucker

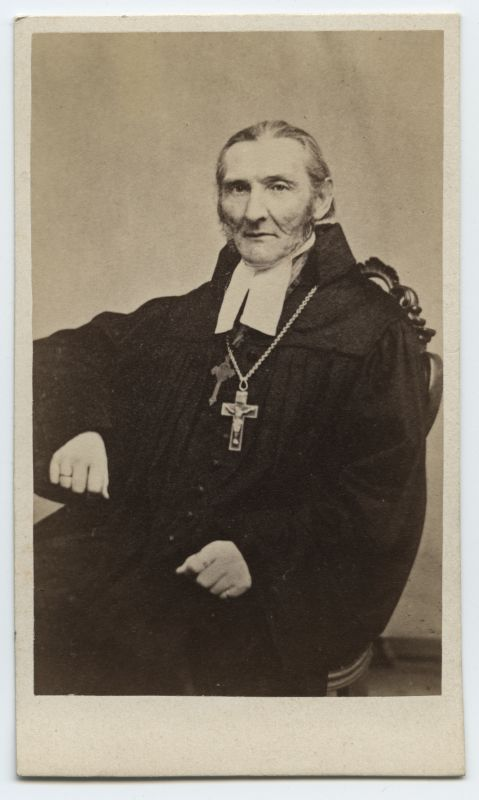
Hugo Richard Paucker

Hugo Richard Paucker (* 23. Märzjul. / 4. April 1807greg. in St. Simonis; † 26. Junijul. / 8. Juli 1872greg. ebenda) war ein estländischer evangelischer Geistlicher.

## Leben
Hugo Richard Paucker wurde als Sohn des Pfarrers Heinrich Johann Paucker (1759–1819) und dessen zweiter Ehefrau Anna Ulrika Paucker, geb. Schnabel, (1773–1810) geboren. Sein Großvater, der Geistliche Johann Christoph Paucker (1736–1776), war aus dem pommerschen Kolberg nach Estland eingewandert.
Hugo Richard Paucker erhielt zunächst Unterricht in seinem Elternhaus. Er besuchte von 1820 bis 1823 die Ritter- und Domschule in der Estländischen Hauptstadt Reval. Bis 1827 ging er auf das Revaler Gymnasium. Anschließend studierte er von 1827 bis 1830 Evangelische Theologie an der Kaiserlichen Universität Dorpat. Von 1831 bis 1831 war er Hauslehrer bei der Kaufmannsfamilie Hoffmann in Klein-St. Marien. Im Mai 1834 wurde er im Revaler Dom ordiniert.
Von 1834 bis zu seinem Tod war Paucker Pfarrer des Kirchspiels von St. Simonis, eines der ältesten in ganz Estland. 1850 wurde er Propst von Wierland. 1842 trat Paucker der Ehstländischen Literärischen Gesellschaft bei.
Ab 1843 war Paucker Direktor der Hilfsbibelgesellschaft in St. Simonis. 1863 wurde er geistlicher Assessor des wierländischen Oberkirchenvorsteher-Amtes. Er war außerdem Direktor der Witwen- und Unterstützungskasse der Küster Estlands.

## Schriften
Hugo Richard Paucker verfasste einige historische Aufsätze. Sein Hauptwerk war  
- Ehstlands Geistlichkeit in geordneter Zeit- und Reihefolge, Reval 1849, Nachdruck Hannover-Döhren 1968. Universität Tartu (PDF) Google Google

## Auszeichnungen
1864 erhielt er das Goldene Prediger-Brustkreuz.

## Privatleben
Paucker heiratete 1835 die Kaufmannstochter Louise Charlotte Paucker, geb. Hoffmann, (1816–1881) aus Klein-St. Marien.
Das Paar hatte zwölf Kinder. Bekanntester Sohn war Eduard Paucker (1843–1921), der seinem Vater auf die Pfarrstelle in St. Simonis nachfolgte. Eduard Pauckers Sohn Walther Paucker wurde ebenfalls Pfarrer. Er wurde am 6. Januar 1919 von den Bolschewiki ermordet und gilt in der Evangelischen Kirche in Deutschland als Märtyrer.
Hugo Richard Pauckers (zweifacher) Schwiegersohn Georg Michael von Paucker (1828–1892) war ebenfalls Pfarrer. Nach Hugo Richards Pauckers Tod 1872 wurde er sein Nachfolger als Propst von Wierland. Georg Michael von Paucker hatte 1856 die Tochter Anna Caroline Wilhelmine (1837–1869) und 1870 die Tochter Pauline Amalie (1849–1919) geheiratet. Hugo Richard Paucker war der Sohn aus zweiter Ehe von Georg Michael von Pauckers Großvater Heinrich Johann Paucker (1759–1819).
Hugo Richard Pauckers Brüder waren u. a. der Geistliche Heinrich Wilhelm Christoph Paucker (1797–1883), der Jurist und Historiker Carl Julius Albert Paucker (1798–1856) und der Mediziner Friedrich August Paucker (1801–1837). Sein Halbbruder war der Astronom Magnus Georg Paucker (1787–1855).